# Ярин, Андрей Вениаминович
Андре́й Вениами́нович Я́рин (род. 13 февраля 1970, Нижний Тагил, Свердловская область) — российский государственный деятель. Начальник Управления Президента России по внутренней политике с 22 октября 2016 года. Действительный государственный советник Российской Федерации 1 класса (2016). Кандидат юридических наук.

## Биография
Сын Вениамина Александровича Ярина (1940—2011), рабочего из Нижнего Тагила, народного депутата СССР (1989—1991) и члена Президентского совета СССР (1990—1991).
Окончил экономический факультет МГУ имени М. В. Ломоносова по специальности «экономист» (1992), Санкт-Петербургский университет МВД России по специальности «юрист» (2002). В 2014 году прошёл обучение по программе «Подготовка и переподготовка резерва управленческих кадров» в Российской академии народного хозяйства и государственной службы при президенте Российской Федерации. Владеет итальянским и английским языками.
В 1992—1993 годы работал экономистом кредитного отдела Московского коммерческого банка «Дисконт». С 1993 по 1995 год был заместителем, а затем начальником кредитного отдела этого банка. В 1995—2001 года — председатель правления АКБ «Внешагробанк». В конце 90-х в МВД проверялась связь Ярина с подозреваемым в двойном убийстве. В 2001—2003 годах — заместитель главы администрации Владимирской области, руководитель представительства Владимирской области при правительстве России. Затем — заместитель начальника финансово-экономического управления Федеральной миграционной службы (ФМС) МВД России.
В декабре 2002 — марте 2003 года — первый заместитель председателя правительства Чеченской республики (при премьер-министре М. В. Бабиче, покинул правительство после отставки Бабича с поста премьера). В ноябре 2003 — апреле 2004 года заместитель начальника финансово-экономического управления Госнаркоконтроля России.
В апреле 2004 — апреле 2005 года вице-губернатор, председатель правительства Рязанской области. Во время этой работы имел конфликт с губернатором области Георгием Шпаком, с чем связывают его уход.
В апреле 2005 — июне 2006 года заместитель начальника департамента по внутренней политике аппарата полномочного представителя президента России в Южном федеральном округе.
С июня 2006 — по август 2009 председатель правительства Кабардино-Балкарии. Считался протеже полпреда президента России в Южном федеральном округе Д. Н. Козака.
С 2009 года главный советник, в 2009—2012 годах — руководитель аппарата заместителя руководителя Администрации президента РФ А. Д. Беглова. В 2012 году стоял на спецучёте в МВД по Московской области.
В 2012—2016 годах заместитель полпреда президента РФ в Центральном федеральном округе А. Д. Беглова.
С 22 октября 2016 года — начальник Управления президента России по внутренней политике. Также стал членом совета  при президенте по делам казачества.
В 2018 году возглавлял избирательный штаб Владимира Путина на выборах президента.

## Собственность и доходы
Согласно данным, размещённым в декларации, содержащей сведения о доходах, расходах, об имуществе и обязательствах имущественного характера лиц, замещающих государственные должности Российской Федерации, за 2018 год Андрей Ярин заработал 5 457 691 рубль. Доход его супруги за тот же период составил 1 911 122 рубля. Супруга Андрея Ярина владеет квартирой площадью 194,5 кв. метров и рыночной стоимостью около 1 млн долларов, которая сдаётся в аренду. Также ей принадлежит автомобиль марки «Мерседес-Бенц» GLS350d. На момент покупки автомобиля жена Ярина имела годовые доходы в 7 раз ниже стоимости транспорта. До 2004 года официально владел участком в посёлке Жуковка Московской области, который затем продал. Участок оказался во владении ООО «Арант», зарегистрированного в Рязанской области, в то же время, когда Ярин был там председателем правительства.

## Скандалы
В 2018 году руководитель администрации Серпуховского района Московской области Александр Шестун опубликовал на YouTube несколько видеообращений к президенту России Владимиру Путину. В выступлениях он утверждал, что на него оказывается давление в связи с протестами против размещения «гигантского потока московского мусора» на полигоне твёрдых бытовых отходов «Лесная». Шестун привел аудиозаписи разговоров, во время которых собеседники Шестуна требуют его ухода с поста. По версии Шестуна, на записях присутствует голос начальника управления внутренней политики администрации президента Андрея Ярина, а также голоса начальника управления «К» ФСБ России Ивана Ткачёва и главы администрации губернатора Московской области Михаила Кузнецова.
В 2019 году во время муниципальных выборов в Санкт-Петербурге, проведённых с множеством нарушений и фальсификаций голосов, Ярин вёл совещания с местной властью и курировал штаб Беглова от администрации президента, содействовал недопуску к выборам «неугодных» кандидатов.
По версии Meduza и Настоящего времени, Андрей Ярин был заказчиком взлома корпоративной почты ФБК, когда несколько сотен тысяч электронных адресов сторонников Алексея Навального попали в руки злоумышленников.

## Санкции
15 октября 2020 года против Андрея Ярина были введены санкции Европейского союза и Великобритании за покушение на оппозиционного политика Алексея Навального с использованием химического оружия. Санкции предусматривают запрет на въезд в ЕС и на финансовые операции, а также замораживание активов.
По данным ЕС: «Андрея Ярина назначили в оперативную группу администрации президента, целью которой являлось противодействие влиянию Алексея Навального в российском обществе, в том числе посредством операций, направленных на его дискредитацию. <…> Отравление Алексея Навального было возможно только с согласия администрации президента. Учитывая его руководящую роль, Андрей Ярин несёт ответственность за побуждение и оказание поддержки лицам, которые осуществили или были причастны к отравлению Алексея Навального нервно-паралитическим веществом „Новичок“, что, согласно Конвенции о запрещении химического оружия, является применением химического оружия».
Также Ярин находится под санкциями США, Украины, Великобритании и Канады.

## Награды
- Орден Дружбы (2010)
- Медаль «100 лет образования Чеченской Республики» (15 октября 2022) — за особые заслуги перед Чеченской Республикой, деятельность, способствующую развитию и укреплению внутренней политики государства